# Рипъблик
Рипъблик (на английски: Republic) е град в окръг Фери, щата Вашингтон, САЩ. Рипъблик е с население от 992 души (1 април 2020) и обща площ от 4,1 km². Намира се на 783 m надморска височина. ЗИП кодът му е 99166, а телефонният му код е 509.